# 王瑞珠
王瑞珠（1940年—），汉族，中国工程院土木、水利与建筑工程学部院士、第十一届全国政协委员。
担任中国城市规划设计研究院研究员、中国工程院院士。2008年，当选第十一届全国政协委员，代表无党派人士，分入第十五组。